# Beloš
Beloš (serbe : Белош (actif entre 1141 et 1163), est un prince serbe;  qui est duc (dux), palatin (comes palatinus), et ban il exerce la régence du royaume de Hongrie de 1141 à 1146, aux côtés de sa sœur Hélène de Rascie, veuve du roi Béla II de Hongrie pour le compte de son fils mineur Géza II de Hongrie. Beloš, appartient à la dynastie Vukanović. Il règne également brièvement comme Grand župan de Serbie en 1161.

## Origine
Beloš est l'un des fils d'Uroš Ier Vukanović, Prince de Serbie et d'Anne Diogenissa, fille de Constantin Diogène et petite-fille de l'empereur byzantin Romain IV Diogène. Il a deux frères Uroš II Primslav et Desa, et deux sœurs Hélène et Marie. Zavida, le père putatif du futur Grand-Prince Stefan Nemanja, est peut-être un autre de ses frères.

## Régent, Palatin de Hongrie et Ban de Slavonie
Sa sœur Hélène, épouse l'héritier présomptif du trône de Hongrie, Béla l'Aveugle en 1129. En 1131, Béla II est couronné roi de Hongrie lorsqu'il succède à son cousin sans héritier Étienne II.  Béla II meurt le 13 février 1141, lorsque son fils aîné et héritier Géza II n'est encore un enfant. Beloš rejoint sa sœur à la cour de Hongrie, et reçoit le titre de dux c'est-dire : Duc, Herzog et Hélène et Beloš assurent la régence du royaume. Le frère et la sœur gouvernent le pays jusqu'à la majorité de Géza II en septembre 1146. 
En 1145, Beloš obtient le titre de comes palatinus (c'est-à-dire: Comte palatin), la plus haute distinction du royaume. Pendant la régence de Géza II, l'empereur Byzantin Manuel Ier Comnene attaque la Hongrie et appuie un prétendant rival au trône Boris Conrad un fils putatif de Coloman de Hongrie, Beloš réussit avec succès à repousser ses attaques. Beloš avait été également nommé Ban de Slavonie, un domaine généralement attribué à un membre cadet de la dynastie des Árpáds. En 1149, Géza II et Beloš aident Uroš II à repousser les attaques de l'empereur Manuel Ier en Serbie. En 1154, ils assistent le  Ban Borić de Bosnie lorsqu'il conquiert Braničevo sur les byzantins.

## Grand Prince de Serbie
À la tête d'un clan d'aristocrates mécontents Ladislas, duc de Bosnie, et Étienne, les deux frères cadets du roi Géza II, s'opposent à lui car il lui reprochent de ne pas avoir doté le dernier d'un fief indépendant, représentant un pouvoir territorial. Au cours de l'hiver 1156-1157 Étienne tente de s'emparer du pouvoir et d'assassiner Géza II avec l'accord tacite de leur oncle maternel le puisant Beloš. Le complot et découvert et Étienne qui avait aussi sollicité l'aide de Frédéric Barberousse est banni comme Beloš qui disparait de la cour de Hongrie et retourne en Serbie. La Dalmatie et la Croatie sous forme d'un duché reviennent à Béla le fils cadet de Géza II
Après avoir vaincu la Hongrie, Manuel Ier au cours de la période 1155-1163 contrôle provisoirement une grande partie de la Croatie de la Dalmatie de la Bosnie et de la Rascie ce qui lui donne l'occasion de remplacer à son gré les  župans serbes. C'est ainsi qu'il destitue en 1161 Uroš II le frère de Beloš et que ce dernier règne brièvement en Serbie, avant d'être remplacé à son tour par  son frère cadet Desa qui est rétabli sur le trône. Après 1163, il n'est plus mentionné par les sources.

## Union
Beloš aurait épousé vers 1150 une fille anonyme du prince russe Iouri Dolgorouki. Les deux époux sont à l'origine de la fondation de l'actuel monastère de Banoštor également connu sous le nom de Kewe, et qui correspond au nom local en Syrmie de  Banov manastir c'est-à-dire en Hongrois le « Monastère du Ban » (hongrois : Bánmonostor).